# Help (single van Lloyd Banks)
Help is de tweede single van Rotten Apple, het tweede album van Amerikaanse rapper Lloyd Banks. Het refrein wordt gezongen door r&b-zangeres Keri Hilson, en de track is geproduceerd door Ron Browz. Het nummer haalde de Billboard Hot 100 niet, maar bereikte wel de 38e positie in de 'Billboard Hot R&B/Hip-Hop Songs'.